# Bice (biceのシングル)
「bice 」（ビーチェ）は、日本の女性シンガーソングライター、bice（ビーチェ、1972年4月11日 - 2010年7月26日）1枚目のマキシ・シングル。1998年7月17日にポニーキャニオンから発売された（PCCA-01214）。

## 概要
bice名義で再デビュー後、初のメジャー･レコード会社からのシングル。シングルとしては珍しい、セルフ・タイトルの作品である（「bice」というタイトルの曲は入っていない）。4曲ともアルバムには未収録。プロデュースはbice自身による（ただし2曲目は清水弘貴、3曲目は渡辺善太郎との共同プロデュース）。
英詞、アコースティックでスローな曲を中心とした、アンダーフラワーからの前作『Spotty Syrup』とは打って変わり、全編日本語詞、エレクトリックでアップテンポなナンバーが大半を占め、そのサウンドの感触はかなり異なっているが、本人にとっては普段聴いている音楽、聴きたい音楽を自分の中でやっているつもりであり、テンポの違いからくる印象はあるかもしれないが、インディーズ時代とのサウンドの違いは意識していないという。
「つきあいが長くお互い気心が知れている」ことから、中島優子時代に引き続いての起用となった渡辺善太郎は本作について、ウィスパーボイスとネオアコチックなギターポップというとイージーで野心的で嫌な感じがするかもしれないが、作業中にbiceはオシャレな感じはいらないと語っており、単に彼女にとって身近でカジュアルな音楽としてやっているだけだと説明している。
後にbice自身はインタビューで「1枚目のマキシは歌い方とかにバラつきがあるような感じはする。4曲目とか以前の私が残ってるんだよね。やりたいことがおぼろげに見えてるだけで、まだ形にするところまでいってなかったのかもしれない」と述懐している。
発売当時は、「失われたスウィートネスの復活」のキャッチコピーのもと、インディーズ時代からのCDショップ店頭展開を継続しつつ、渋谷系の新人と位置づけた宣伝戦略が取られた。
1曲目の「あくび」がリード曲として、プロモーション・ビデオが制作された。また同曲はTBSのテレビドラマ「私ってへん?」の主題歌となった。

## 収録曲
1. あくび
  - 作詞：bice、作曲：bice、編曲：bice

エッジの立ったギターはthe primroseの松井敬治によるもの[2]
2. Still Life
  - 作詞：bice、作曲：bice、編曲：bice & 清水弘貴

bice（セミアコ・ギター、ボーカル）、清水（E.ギター）の2人だけによるセッション形式で歌と演奏を同時録音[1]
3. Lazy Trip
  - 作詞：bice、作曲：bice、編曲：渡辺善太郎
4. Behind Summer
  - 作詞：bice、作曲：bice、編曲：bice

## 参加ミュージシャン
- bice - ギター、キーボード、タンブリン、マリンバ、トライアングル、リコーダー、プログラミング
- あらきゆうこ - ドラムス
- 清水弘貴 - エレクトリック・ギター
- 松井敬治 -ギター、ベース
- 河村智康 - ドラムス
- 美久月千晴 - ベース
- 渡辺善太郎 - ギター、ベース、キーボード、プログラミング

## エンジニア、その他スタッフ
- 高山徹 - 録音、 ミキシング
- 小泉由香 - マスタリング
- Composite Visual Supply (報雅堂 & ASYL Design) - アートワーク
- エイミー・デイヴィス - イラストレーション（ジャケット）
- 河合竜也 - 撮影